# 京都艺术短期大学
京都艺术短期大学（日语：／ Kyoto Geijutsu Tanki Daigaku *），简称艺短（げいたん），是过去一所位于日本京都府京都市左京区的私立短期大学。

## 概要

### 简介
- 短期大学成立于1977年[1]。招生到于1999年、停办于2001年[2]。

### 历史
- 1977年 京都艺术短期大学成立并同时设置一个学科即造型艺术学科[1]。
- 1979年 一个专攻即造型艺术专攻成立于专科。
- 1981年 造型艺术学科分离为两个专攻、以下列挙。
  - 绘画·工艺专攻:改编为美术专攻于1987年。
  - 设计专攻
- 1984年 专科分离为三个专攻、以下列挙。
  - 美术专攻　
  - 工艺专攻
  - 设计专攻
- 1985年 映像专攻成立于造型艺术学科。
- 1987年 映像专攻成立于专科。
- 1999年 招生最后、次年停止招生（正式停办于2001年12月20日[2]）。

## 学校环境
- 校区：在了京都府京都市左京区[注 1]

## 历任校长
- 大江直吉：第一代短期大学校长[3]。

## 组织

### 学科
- 造型艺术学科
  - 美术专攻
  - 设计专攻
  - 映像专攻

### 专科
| - 美术专攻 - 设计专攻 - 工艺专攻 - 映像专攻 |

### 业余课程
| - 没有 |

## 知名校友
- 几原邦彦（动画监督）
- 尾道幸治（电影摄影监督、剧作家）
- 谷崎光（作家）
- 宫川良雄（服装设计师）
- 前田昌代（女优）
- 岛田大介（电影摄影作家）
- 木村行伸（诗人、摄影师）
- 浦川まさる（漫画家）
- 原神玲（音樂家）

## 相关链接
- 日本短期大学列表